# Paspalidium jubiflorum
Paspalidium jubiflorum là một loài thực vật có hoa trong họ Hòa thảo. Loài này được (Trin.) Hughes mô tả khoa học đầu tiên năm 1923.